# 萊恩斯韋爾 (密西西比州)
萊恩斯韋爾（英語：Ryan's Well）是位於美國密西西比州伊塔萬巴縣的鬼鎮。

## 歷史
萊恩斯韋爾的郵局於1852年設立，其後於1872年停運。

## 地理
萊恩斯韋爾所處的海拔為高於海平面141米（即463英呎），而該地所採用的時區為UTC-6，即北美中部時區（CST）。同時該地設有夏令時間，為UTC-6調快一小時，即UTC-5（CDT）。